# 美浜区
美浜区（みはまく）は、千葉県千葉市を構成する行政区の一つ。区域全域は埋立造成により計画的に街作りが進められ、都市機能の充実した幕張新都心や海浜ニュータウンを擁する。

## 概要

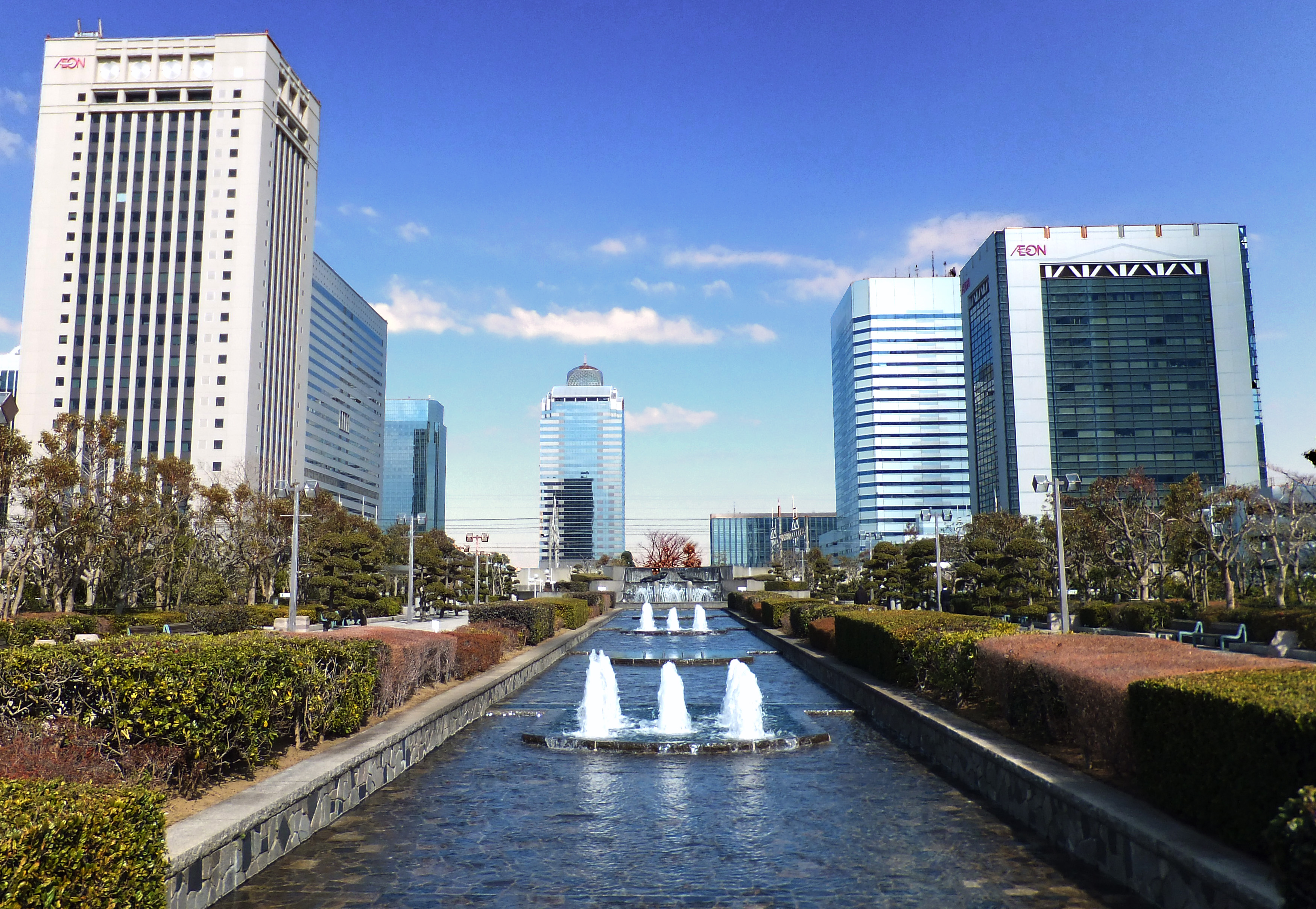
幕張新都心メッセモール

千葉市都市計画マスタープランによると、海浜幕張駅周辺を新都心（幕張新都心）、検見川浜駅・稲毛海岸駅周辺を地域拠点（生活拠点）としている。
区域には、海浜ニュータウンや幕張新都心があり、中でも幕張新都心地区は国際的なイベントや会議が開催され、年間来場者数約700万人以上（平成29年度）の集客能力をもつ幕張メッセを核に千葉ロッテマリーンズの本拠地としても有名な千葉マリンスタジアムなど、業務研究、タウンセンター、住宅、文教、公園・緑地の各地区をバランスよく配し、国際色豊かな都市機能と、住環境を高度に融合させた未来型の都市を形成しており、市域でも重要な都市機能を持った区域でもある。
習志野市津田沼から千葉市中心部にかけての沿岸は、かつて白砂青松の地で干潟と19キロメートルに及ぶ海岸線が広がっていた。その青松の林はかつての海岸線である国道14号沿いに磯の松原として現在も広がっている。1912年（明治45年）5月下旬、その干潟を利用して奈良原三次によって日本初の民間飛行場が開設されたことにより「民間航空発祥の地」と言われ、稲岸公園（千葉市美浜区稲毛海岸3丁目）には民間航空発祥の地記念碑がある。また、稲毛海浜公園内には稲毛民間航空記念館が建てられ館内には、復元された当時の複葉機「鳳号」等が展示されていた。
人工海浜「いなげの浜」は、埋め立て事業によって失われた旧稲毛海岸の砂浜の復元を目指し、1975年（昭和50年）2月から1年2か月の工期を掛け1976年（昭和51年）4月26日オープンした国内初の人工海浜である（世界ではモナコ公国のモンテカルロ・ラルポット海岸に次ぐ2番目）。海浜の長さ1,200メートル、干潮時には岸から波打ち際まで130メートル。その後「幕張の浜」1979年（昭和54年）3月10日オープン。「検見川の浜」1988年（昭和63年）7月10日オープン。人工海浜の総延長は約4,300メートルとなる。
区の東部の海浜ニュータウンは昭和の高度成長期に開発された地域のために少子高齢化が進み学校の統廃合が進み人口減少の要因となっている。一方、平成期以降に開発された海浜幕張地区は幕張ベイタウンとして住宅地が整備され人口増加が続いてきたが、令和の幕張ベイパークの完成をもって一応の大規模開発は終了を迎える。

## 地理
国道14号線から海岸線までの区域全域が埋立造成によりできた土地であり、計画的に街作りが進められた結果、都市機能の充実した区となっている。

### 地形
区域全域は埋め立て地であり高低差はそれ程激しくない。区域の最高地は、豊砂地先で海抜11.3メートル。最低値は、美浜地先で海抜1.3メートルとなっている。また、海岸の浅瀬を埋め立てしてできた区域は、海底に堆積している非常に緩い砂層に、隣接する沖合の砂やシルト質土を土盛りして埋め立てられたため、高層マンションや戸建て住宅には地盤改良や支持層と呼ばれる硬い岩盤まで基礎の杭を打つなど液状化現象や地盤沈下などの対策が成されている。

### 隣接する自治体・行政区
- 千葉市の区
  - 中央区、花見川区、稲毛区
- 他の市町村
  - 習志野市

## 歴史
もともと海浜ニュータウン地域は、JR京葉線の駅名（海浜幕張、検見川浜、稲毛海岸）にも見られるように、以前から存在していた地域（幕張、検見川、稲毛）の延長線上として扱われていた。市街地も各駅に分散しており、区としての一体感は少ない。また、工業団地が立地する新港地区は中央区とのつながりが強い。
区名は区の発足前から設置されていた「美浜総合支所」の名に公募での支持が集まったことにより決定したが、区内に存在する「美浜」は幕張海浜公園にあたる住民ゼロの町名であり、総合支所の設置自体が区役所への移行を前提にしたものであったため、事実上市による命名に近い形となった。幕張メッセを擁することから、公募では「幕張区」への支持も高かったが、幕張地区（現花見川区）との兼ね合いもあり採用されなかった。
- 1958年（昭和33年）11月1日 - 後に中央区になる地域に編入される千葉県千葉市神明町、新宿町1丁目、新田町及び登戸町1丁目から2丁目地先と共に、(現・中央区)登戸町3丁目地先の後に美浜区になる公有水面埋立地が千葉市に編入される[3]。
- 1959年（昭和34年）11月1日 -千葉県千葉市（現・花見川区）幕張町5丁目地先公有水面埋立地162,380平方メートルの所属未定地が千葉市に編入され、東西両側からの埋立が始まる[4]。
- 1973年（昭和48年）: 海浜ニュータウン幕張地区埋め立て着工[5]
- 1976年（昭和51年）: 日本初、世界2番目の人工海浜「いなげの浜」がオープン。
- 1980年（昭和55年）: 海浜ニュータウン幕張地区埋め立て完工[5]
  - 4月22日：幕張西に5丁目と6丁目を設定。浜田、豊砂、若葉、中瀬、ひび野、打瀬、美浜の各町名を設定[6]
- 1990年（平成2年）4月2日 : 美浜総合支所（現美浜区役所）を設置。
- 1992年（平成4年）4月1日 : 千葉市の政令指定都市移行に伴い当区を設置。

## 人口
人口は2010年を頂点に減少・横ばい傾向にあり、市内でも花見川区や若葉区と並び少子高齢化が進んでいる区である。一方、2020年以降は幕張ベイパークの宅地開発が進んでいることから人口は増加傾向に転じ2025年の推計人口は155,107人にまで増えている。
- 1995年　128,732
- 2000年　135,509
- 2005年　145,541
- 2010年　150,162
- 2015年　148,718
- 2020年　148,941

## 行政

### 区役所
美浜区役所の所在地は以下の通り
- 千葉市美浜区真砂五丁目15-1

### 行政施設
- 総務省
  - 総務省政策統括官アジア太平洋統計研修所
- 国土交通省
  - 千葉運輸支局本庁舎

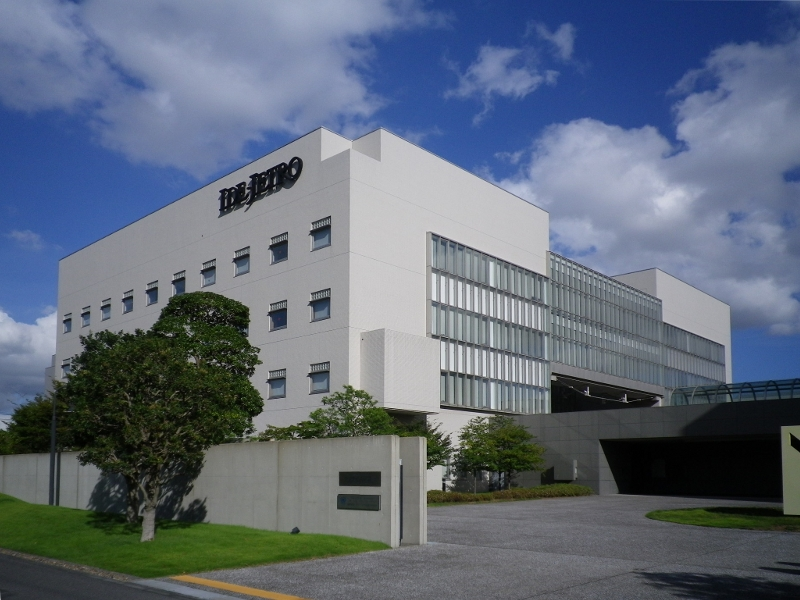
アジア経済研究所ビル

  - 自動車事故対策機構千葉支所（独立行政法人）
  - 自動車技術総合機構千葉事務所（独立行政法人）

### 警察・消防
- 千葉西警察署
  - 稲毛海岸駅前交番
  - 検見川浜駅前交番
  - 幸町交番
  - 幕張メッセ交番
  - 真砂交番
  - 高洲駐在所
- 千葉運転免許センター
- 千葉市美浜消防署

## 経済

### 商業
- 千葉市地方卸売市場

#### 美浜区に本社・本店を置く企業
- 企業が入居する超高層ビルの一例
  - イオンタワー

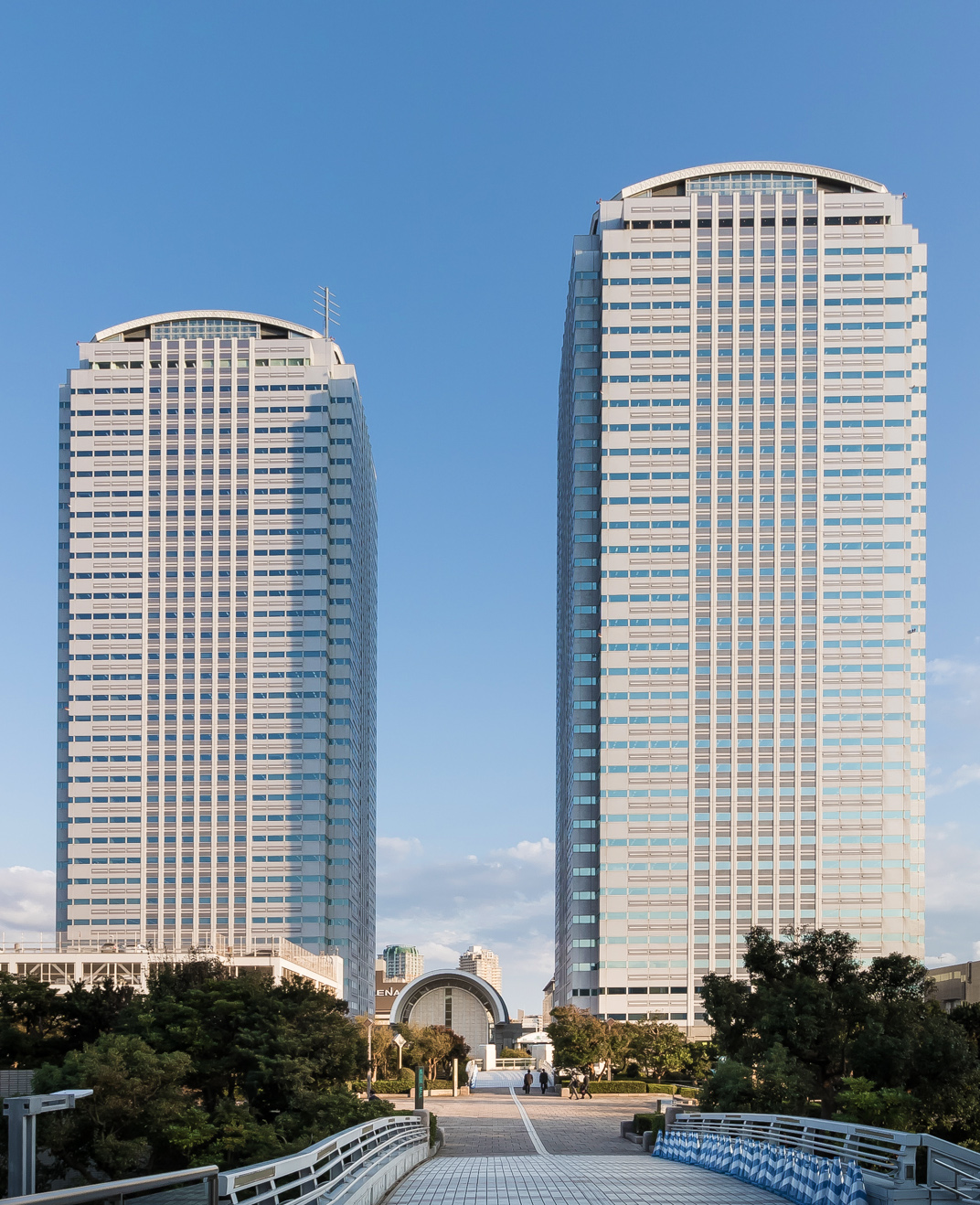
ワールドビジネスガーデン

  - 住友ケミカルエンジニアリングセンタービル
  - 幕張テクノガーデン
  - ワールドビジネスガーデン

#### 主な商業施設
- 三井アウトレットパーク 幕張
- イオンモール幕張新都心

### 工業
- 火力発電所
  - サミット美浜パワー千葉みなと発電所
  - 美浜シーサイドパワー新港発電所
- ニップン千葉工場

## 地域

### 町名一覧
| - 磯辺（いそべ） - 稲毛海岸（いなげかいがん） - 打瀬（うたせ） - 幸町（さいわいちょう） - 新港（しんみなと） - 高洲（たかす） - 高浜（たかはま） - 豊砂（とよすな） | - 中瀬（なかせ） - 浜田（はまだ） - ひび野（ひびの） - 幕張西（まくはりにし） - 真砂（まさご） - 美浜（みはま） - 若葉（わかば） |

### 住宅団地

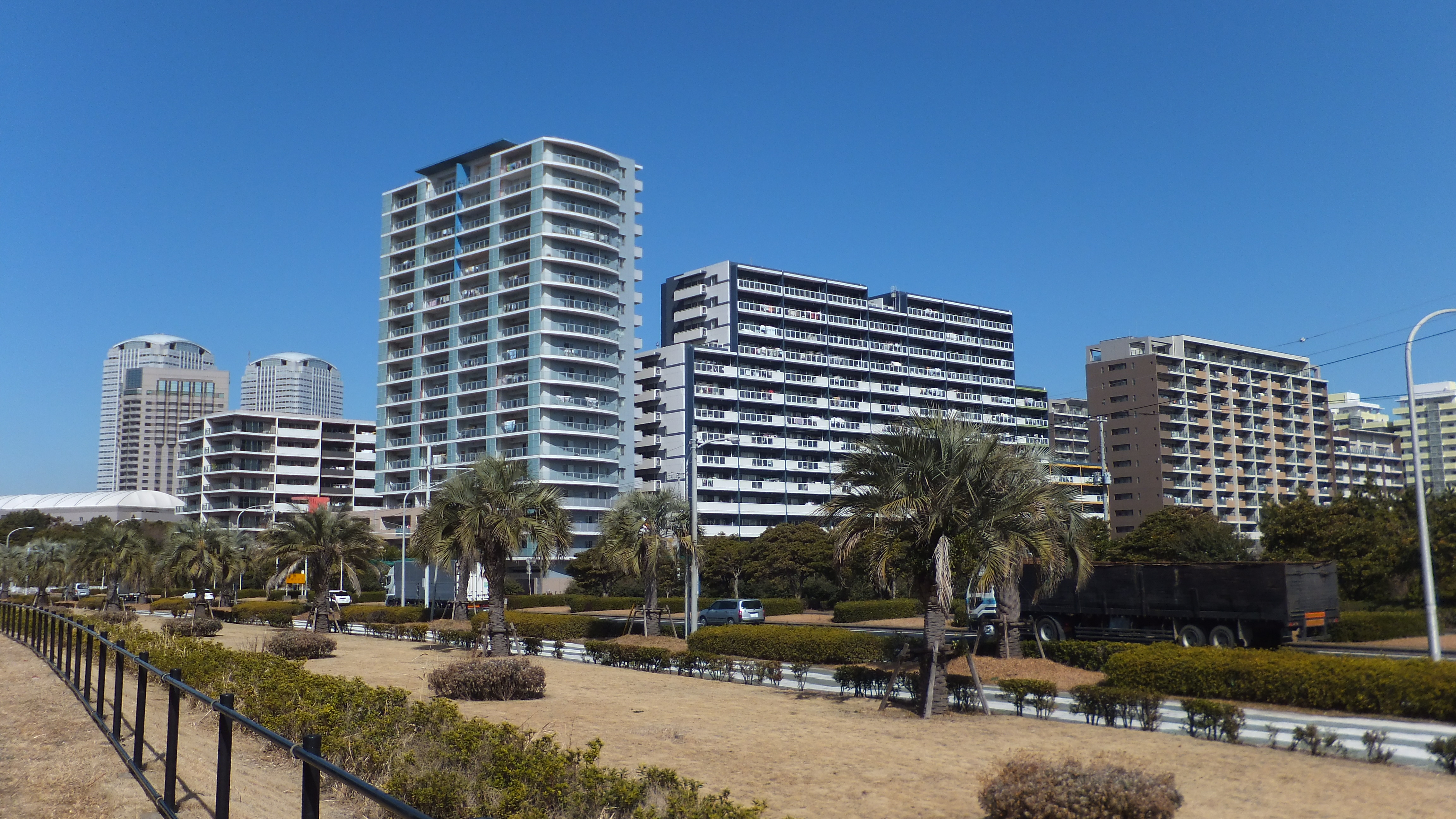
幕張ベイタウン

- 海浜ニュータウン
- 幕張新都心 幕張ベイタウン
- 磯辺第一団地
- 磯辺東団地
- 高浜南団地
- 高浜北団地
- 市営高浜第一 - 第四団地
- 県営高浜第一 - 第三団地
- 幸町団地他

### 施設
- 幕張メッセ
- 千葉マリンスタジアム
- 美浜郵便局

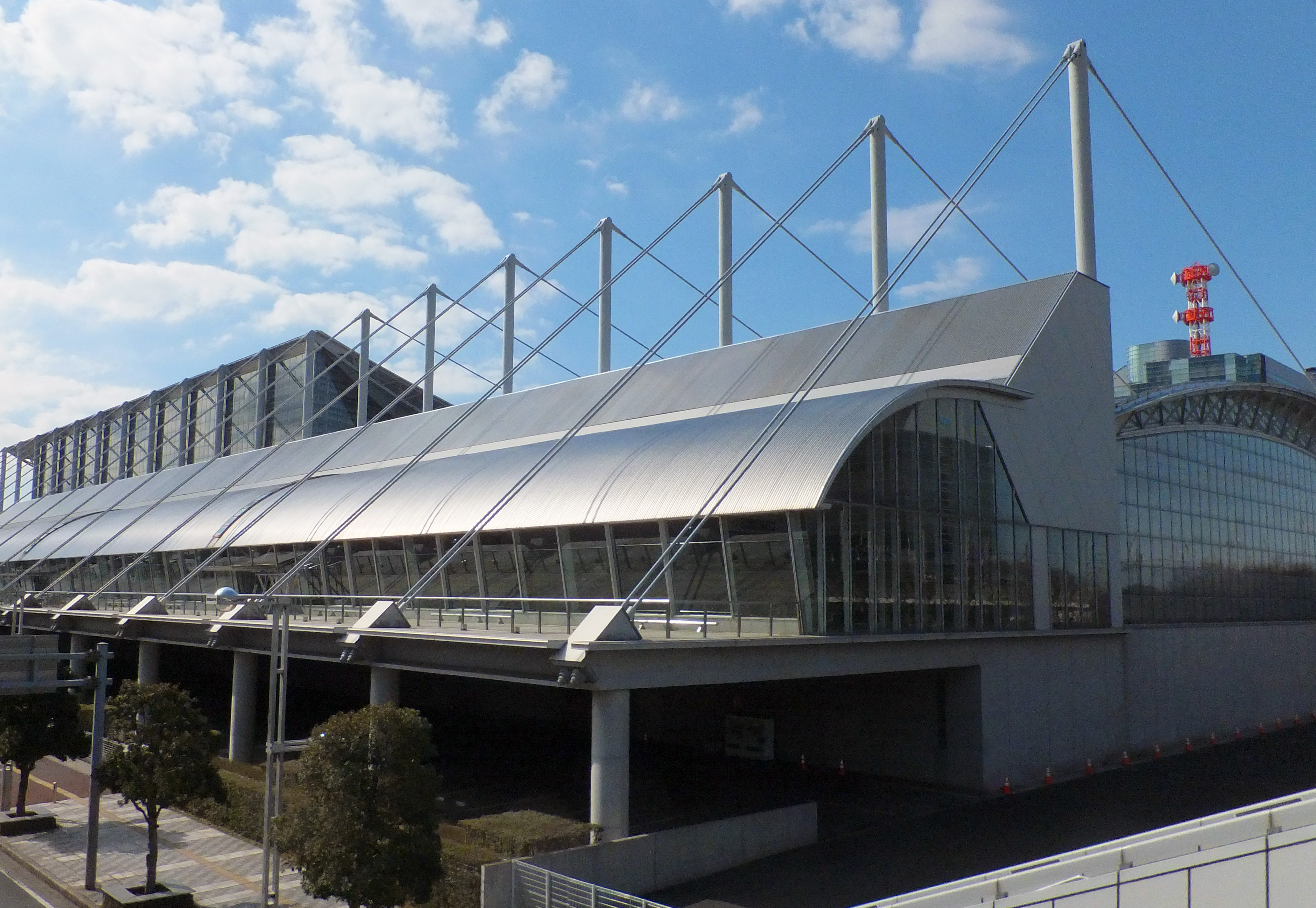
幕張メッセ北ホール

- 幕張ベイタウン・コア（中核コミュニティ施設）
- 高洲スポーツセンター（海洋公民館跡地、かつては海防艦の志賀を公民館として使用していた）

#### 主な宿泊施設
- ホテルスプリングス幕張
- ホテルグリーンタワー幕張
- ホテルフランクス
- ホテル ザ・マンハッタン
- ホテルニューオータニ幕張
- アパホテル&リゾート東京ベイ幕張

### 医療

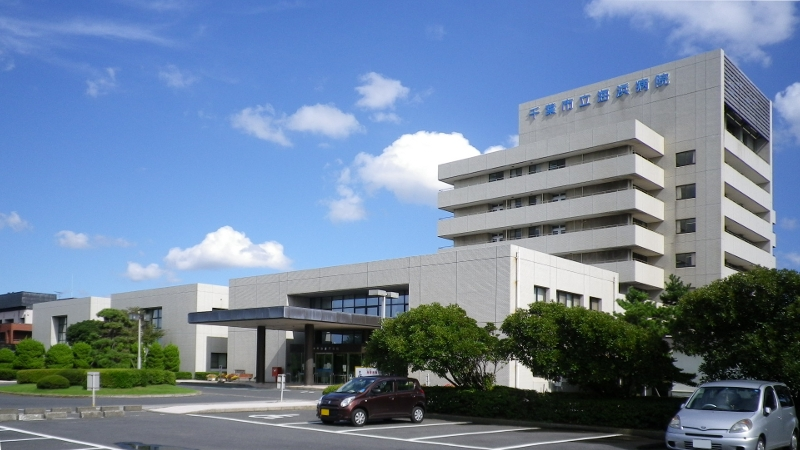
千葉市立海浜病院（災害拠点病院）

千葉市は、1市で1つの二次医療圏（千葉保健医療圏）を構成する。三次医療圏は千葉県医療圏（管轄区域：千葉県全域）。
医療提供施設は特筆性の高いもののみを記載する。
- 区内の災害拠点病院
  - 千葉県救急医療センター（救命救急センター）
  - 千葉市立海浜病院
- 区内の緊急指定病院
  - みはま病院
- その他区内の医療機関
  - 自動車事故対策機構千葉療護センター
  - 千葉歯科医療センター（東京歯科大学附属病院）
- 本部所在法人
  - 千葉県看護協会（千葉県看護会館）
  - 千葉県歯科医師会

動物病院
- 海浜動物医療センター

### 教育

#### 大学
私立
- 東京歯科大学
- 神田外語大学
- 東都大学(幕張キャンパス)
- 放送大学

公立
- 千葉県立保健医療大学

#### 高等学校
市立
- 千葉市立稲毛高等学校

県立
- 千葉県立磯辺高等学校
- 千葉県立検見川高等学校
- 千葉県立千葉西高等学校
- 千葉県立幕張総合高等学校

私立
- 渋谷教育学園幕張高等学校
- 昭和学院秀英高等学校

#### 中学校
市立
| - 千葉市立稲毛高等学校附属中学校 - 千葉市立稲浜中学校 - 千葉市立磯辺中学校 - 千葉市立打瀬中学校 - 千葉市立幸町第一中学校 - 千葉市立幸町第二中学校 | - 千葉市立高洲中学校 - 千葉市立高浜中学校 - 千葉市立幕張西中学校 - 千葉市立真砂中学校 |

私立
- 渋谷教育学園幕張中学校
- 昭和学院秀英中学校

#### 小学校
市立
| - 千葉市立磯辺小学校 - 千葉市立磯辺第三小学校 - 千葉市立稲毛第二小学校 - 千葉市立稲浜小学校 - 千葉市立打瀬小学校 - 千葉市立海浜打瀬小学校 - 千葉市立幸町小学校 - 千葉市立幸町第三小学校 - 千葉市立高洲小学校 | - 千葉市立高洲第三小学校 - 千葉市立高洲第四小学校 - 千葉市立高浜第一小学校 - 千葉市立高浜海浜小学校 - 千葉市立幕張西小学校 - 千葉市立真砂第五小学校 - 千葉市立真砂西小学校 - 千葉市立真砂東小学校 - 千葉市立美浜打瀬小学校 |

私立
- 幕張インターナショナルスクール

#### 専修学校
- 関東鍼灸専門学校

#### その他
- アジア経済研究所
- アジア経済研究所開発スクール（国際開発・国際協力の専門家を養成する1年制の教育機関。文部科学省管轄外）
- アジア太平洋統計研修所（国際研修機関）
- アジア経済研究所図書館
- 千葉県総合教育センター
- 幕張国際研修センター
- 放送大学学園（学校法人）

## 交通

### 鉄道路線
東日本旅客鉄道（JR東日本）
 京葉線・ 武蔵野線
- - 幕張豊砂駅 - 海浜幕張駅 - 検見川浜駅 - 稲毛海岸駅 -
- 京葉車両センター（車両基地）

### バス路線

#### 路線バス
- 京成バス
- 京成バス千葉イースト
- 京成バス千葉セントラル
- 小湊鉄道
- 平和交通
- 千葉シーサイドバス

#### 高速バス
- 海浜幕張駅 - 新大阪駅、阪急梅田駅、三宮バスターミナル（京成バス）
- 海浜幕張駅 - 大津駅、京都駅（京成バス千葉イースト）
- 稲毛海岸駅、検見川浜駅、海浜幕張駅 - 羽田空港（京成バス、京成バス千葉イースト、東京空港交通、京浜急行バス）
- 稲毛海岸駅、検見川浜駅、海浜幕張駅 - 成田空港（京成バス、京成バス千葉イースト）
- 平和交通本社、あすか交通本社、 検見川浜駅 - 東京駅（平和交通、あすか交通）

※その他、幕張メッセ中央から、催事開催時に臨時高速バスもあり。

### 道路

#### 高速道路
- 東関東自動車道
  - - 湾岸幕張PA - 湾岸千葉IC -
- 京葉道路
- -  幕張IC -
- ※幕張インターチェンジは花見川区・習志野市との境界に存在する

#### 一般国道
- 国道14号（千葉街道）
- 国道357号

#### 一般県道
- 千葉県道262号幕張八千代線

#### 橋梁
- 美浜大橋

## 名所・旧跡・観光スポット・祭事・催事

### 名所・旧跡・観光スポット
- 無量寺
- 稲毛海浜公園
  - 稲毛海浜公園球技場
  - 千葉市花の美術館
  - いなげの浜（市内唯一の海水浴場）
  - 検見川の浜（マリンスポーツ）
- 幕張海浜公園
  - 見浜園
  - 幕張の浜

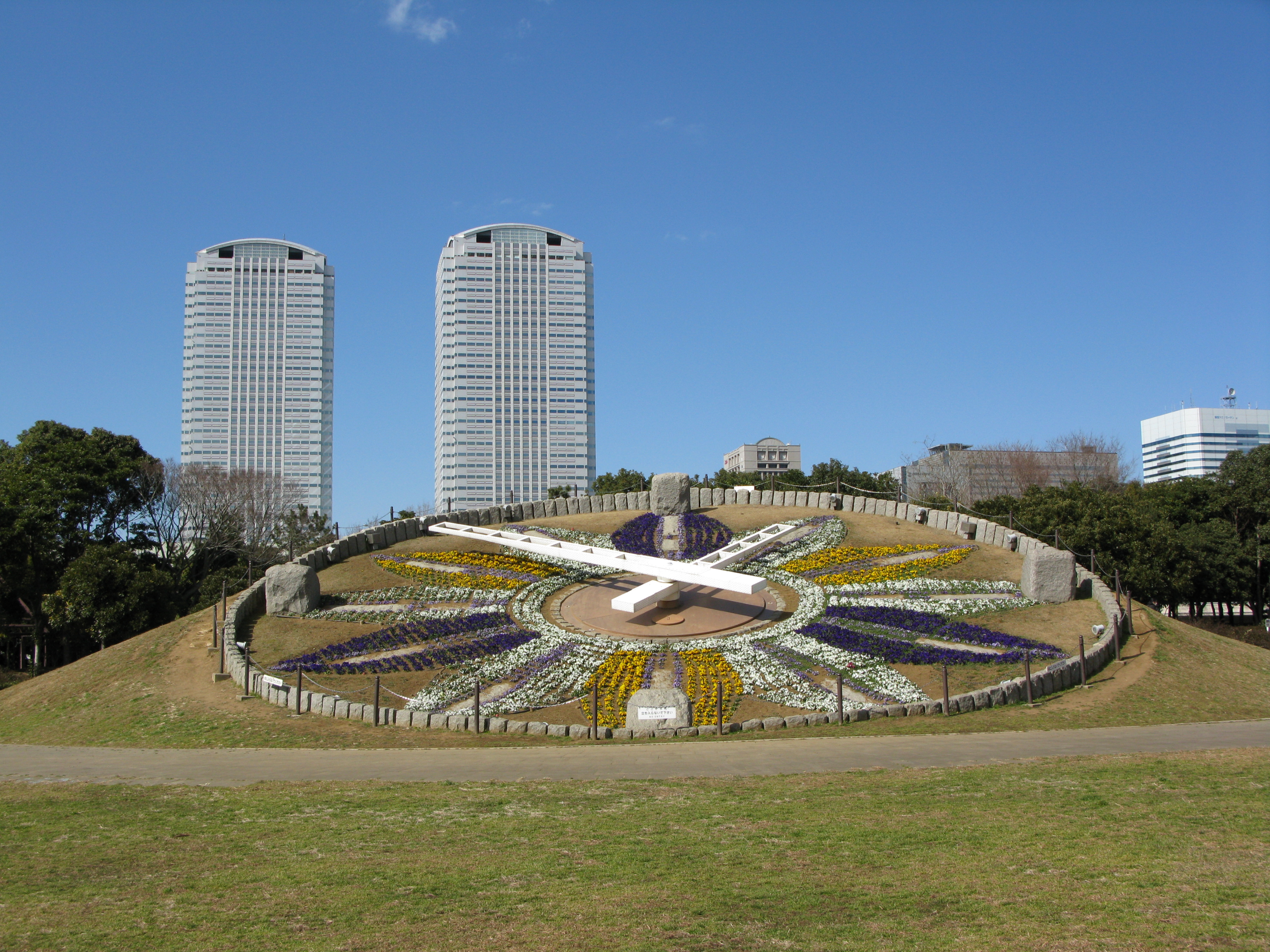
幕張海浜公園の花時計

- カンドゥー幕張新都心（イオンモール幕張新都心内）

### 祭事・催事
- 美浜区民フェスティバル

## 出身有名人
- 小笠原道大 - プロ野球選手
- 立川隆史 - 元プロ野球選手、キックボクサー
- 戸部洋子 - フジテレビアナウンサー
- 吉田早織 - モデル
- 田中康大 - ロンドンパラリンピックの水泳日本代表選手。
- 山下斐紹 - 元プロ野球選手（5歳の頃に札幌市西区から転居してきた。）

## 美浜区を舞台・ロケ地とした作品
- 幕張 (漫画) - 当該作品の舞台のひとつ。
- ゴジラvsメカゴジラ
- バスストップ (テレビドラマ)
- バチッと!爆ハリ!
- やはり俺の青春ラブコメはまちがっている。 - 稲毛高校をモデルとした総武高校が舞台
- 奥さまは魔女 -Bewitched in Tokyo- - 幕張ベイタウンを主なロケ地としており、セントラルパークイースト幕張パークタワーが『TOKYOグランパワー』という架空のタワーマンションで、主人公の松井ありさ・譲二夫妻が居住しているという設定となっている。